# روح‌الله کولیوند
روح‌الله کولیوند (متولد ۱۳۶۲ در ملایر) والیبالیست اهل ایران، عضو سابق تیم ملی نوجوانان جوانان و بزرگسالان والیبال ایران است. کولیوند در سال ۱۳۸۱ قهرمان آسیا و به عنوان باارزش‌ترین بازیکن و بهترین زننده سرویس در آسیا انتخاب شد. سال ۱۳۷۹ قهرمان نوجوانان آسیا، سال۱۳۸۰ نایب قهرمان نوجوانان جهان درکشور مصر وسال۱۳۸۱همراه تیم پیکان قهرمان باشگاهای آسیا شد. کولیوند سابقه عضویت در تیم‌های پیکان، پرسپولیس، سایپا، پگاه ارومیه، پردیس قزوین، دانشگاه آزاد و گل گهر سیرجان را در کارنامه خود دارد و به مدت دو فصل در صنایع عراق ونیم فصل درالشباب امارات توپ زد.